# Jaskółka
Die ORP Jaskółka (deutsch: „Schwalbe“) war das Typschiff von sechs Minensuchbooten der gleichnamigen Jaskółka-Klasse der polnischen Marine und wurde 1934–1935 gebaut. Die Boote dieser Klasse waren auch als Minenleger und zur U-Boot-Jagd vorgesehen und die einzigen Kriegsschiffe, die in Polen vor dem Zweiten Weltkrieg hergestellt wurden.
Als Typschiff der Klasse wurde mit ihm die Minen-Division der polnischen Marine wieder begründet. Hauptaufgabe vor dem Krieg war jedoch die Ausbildung der Mannschaften, am 1. September 1939 lief die Jaskółka zum ersten – abgebrochenen – Minenunternehmen aus und nahm bis zur Vernichtung durch einen deutschen Luftangriff am 14. September an allen Einsätzen der polnischen Flotte teil.

## Marine der zweiten polnischen Republik
Wie bei allen kleineren Seeeinheiten der polnischen Marine bestand die Hauptaufgabe der Boote in den dreißiger Jahren in der Ausbildung der Mannschaften und Offiziere. Neben seemännischen Fähigkeiten standen die bootsspezifischen Aufgaben im Mittelpunkt.
Zu Beginn des Zweiten Weltkrieges stand das Boot unter dem Kommando von Kapitan Marynarki Tadeusz Borysewicz. Am Morgen des 1. September verließ die polnische Flotte die Basis in Gdingen mit dem Minenleger Gryf, dem Zerstörer Wicher, den Minensuchern Mewa, Rybitwa, Czajka, Czapla, Żuraw und der Jaskółka sowie den Kanonenbooten General Haller und Komendant Pilsudski, um nach Hela zu verlegen und die „Operation Rurka“ durchzuführen. Dabei sollte die Danziger Bucht mit einer Minensperre gegen deutsche Schiffsangriffe geschützt werden.
Während der Überfahrt griffen 33 Sturzkampfbomber vom Typ Ju 87 des Lehrgeschwaders 1 die Flotte an, die „Operation Rurka“ musste abgebrochen werden. Bei diesem Angriff erhielten die Gryf, Wicher und auch Mewa Schäden durch Nahtreffer. Letztere musste von der Rybitwa nach Hela geschleppt werden. Die Mewa verblieb in Hela, während die fünf unbeschädigten Minensucher zum Marinehafen von Jastarnia beordert wurden, wo sie bis Mitte September stationiert blieben.
Am 3. September brachten Jaskółka und Rybitwa den Befehlshaber der Küstenverteidigung, Stefan Frankowski, von Gdingen nach Hela, um die dortige Garnison zu unterstützen. Die Jaskółka und die anderen Boote blieben im Dauereinsatz und führten Patrouillenfahrten an der Küste durch. Vier Tage später suchten Jaskółka und Rybitwa an der Küste bei Mechelinski vergeblich einen abgeschossenen deutschen Piloten und geriet in einen weiteren Luftangriff von Stukas. Dabei schoss sie nach eigenen Angaben einen der Angreifer ab.
Wiederum vier Tage später, am 11. September, griffen die Jaskółka, Rybitwa und Czajka in die Kämpfe an Land ein und gaben den polnischen Truppen in der Nähe des Küstenortes Rewa Feuerunterstützung. Die letzte Hilfe dieser Art leisteten die Boote am 14. September.
Dieselben drei Schiffe kamen am 12. September zu ihrem ersten und letzten Mineneinsatz. In der Nacht vom 12. auf den 13. September warfen sie insgesamt 60 Minen südlich von Hela, um das deutsche Linienschiff Schleswig-Holstein vom Beschuss der Halbinsel abzuhalten. Dies war auch der letzte Einsatz der Boote.
Beim nächsten deutschen Luftangriff am 14. September auf die im Hafen von Jastarnia liegenden Boote endete ihr Einsatz. Gegen 10.00 Uhr erschienen 11 Sturzkampfbombern vom Typ Ju 87 der 4./Trägergruppe 186 über dem Hafen: Die Jaskółka erhielt einen Treffer im Munitionsdepot, der einen Brand auslöste und das Boot zerstörte. Auch die Czapla erhielt einen Treffer, der ein großes Loch in die Steuerbordwand riss. Das Boot bekam Schlagseite und sank, Rybitwa und Czajka wurden beschädigt. Ebenfalls versenkt wurden bei diesem Angriff das Vermessungsboot Pomorzanin und der Schlepper Lech.
Die ausgebrannte Jaskółka war so stark beschädigt, dass eine Reparatur für die Deutschen nicht lohnte und sie das Schiff verschrotteten.